# Herz-Jesu-Kirche (Stegen)

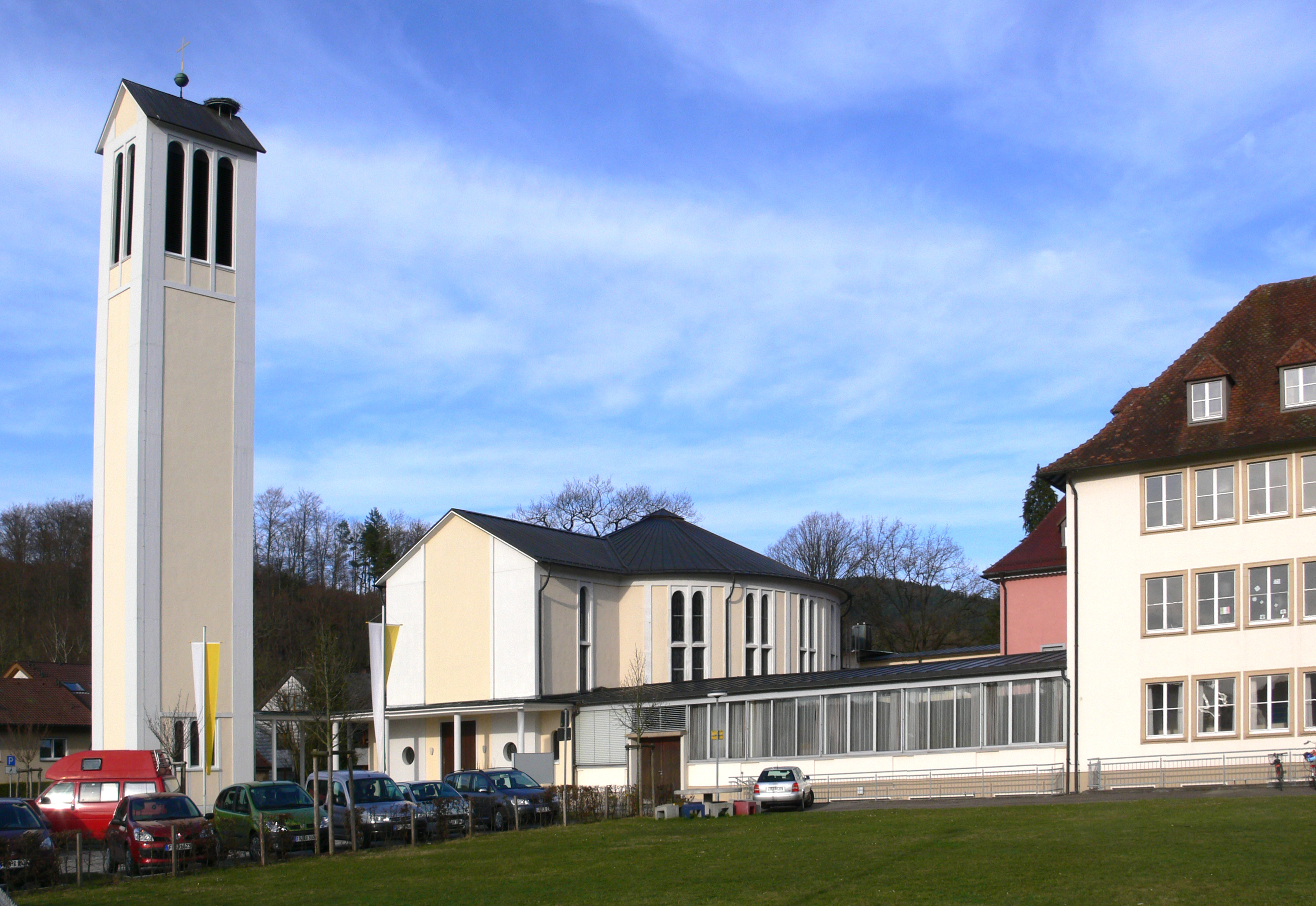
Herz-Jesu-Kirche in Stegen

Die Herz-Jesu-Kirche ist die Pfarrkirche der römisch-katholischen Pfarrei Herz-Jesu in Stegen im Landkreis Breisgau-Hochschwarzwald. Sie gehört zur 2015 errichteten Seelsorgeeinheit Dreisamtal im Dekanat Neustadt der Erzdiözese Freiburg.

## Geschichte
1958 wurde die Pfarrkuratie Stegen gegründet, die damals die Ortsteile Stegen, Wittental und Zarten umfasste. Die Seelsorge erfolgte durch die seit 1929 in Stegen ansässige Ordensgemeinschaft der Herz-Jesu-Priester. Die Herz Jesu-Kirche wurde in den Jahren 1959 bis 1962 nach den Plänen des Freiburger Architekten Gregor Schroeder (1906–1976) erbaut. 1961 erfolgte die Benediktion, 1965 die Kirch- und Altarweihe durch Erzbischof Hermann Schäufele zu Ehren des Herzens Jesu und des Hl. Sebastian. In die Altarplatte sind Reliquien der Märtyrer Justinus und Florentina eingeschlossen. 

## Baubeschreibung
Die Kirche steht in Ost-West-Richtung auf dem Gelände des ehemaligen Schlosses Stegen-Weiler zwischen der Hauptstraße und der Zartener Straße. Sie ist verbunden mit Gebäuden, die heute von der Erzdiözese Freiburg und vom Kolleg St. Sebastian genutzt werden. Im östlichen Teil des Kirchenbaus waren ebenerdig ursprünglich drei Kapellen untergebracht, wovon zwei der Herz-Jesu-Bruderschaft und die dritte als Muttergottes-Kapelle für die Gemeinde dienten. Die ebenfalls im Erdgeschoss befindliche Sakristei und die Räume für das Pfarramt werden auch heute als solche verwendet.

### Turm und Glocken
Der Glockenturm mit einer Höhe von 35 m steht neben dem Kirchengebäude als Campanile und trägt in einem Stahlglockenstuhl vier Bronzeglocken. Sie wurden 1966 von der Glockengießerei Friedrich Wilhelm Schilling gegossen. Die Anlage verfügt weder über ein Uhrschlagwerk noch über Uhrenzifferblätter.
| Glocke | Durchmesser | Gewicht | Schlagton |
| ------ | ----------- | ------- | --------- |
| 1      | 1470 mm     | 2194 kg | d‘+4      |
| 2      | 1231 mm     | 1300 kg | f‘+6      |
| 3      | 1095 mm     | 0902 kg | g‘+4      |
| 4      | 0913 mm     | 0523 kg | b‘+6      |

### Innenraum

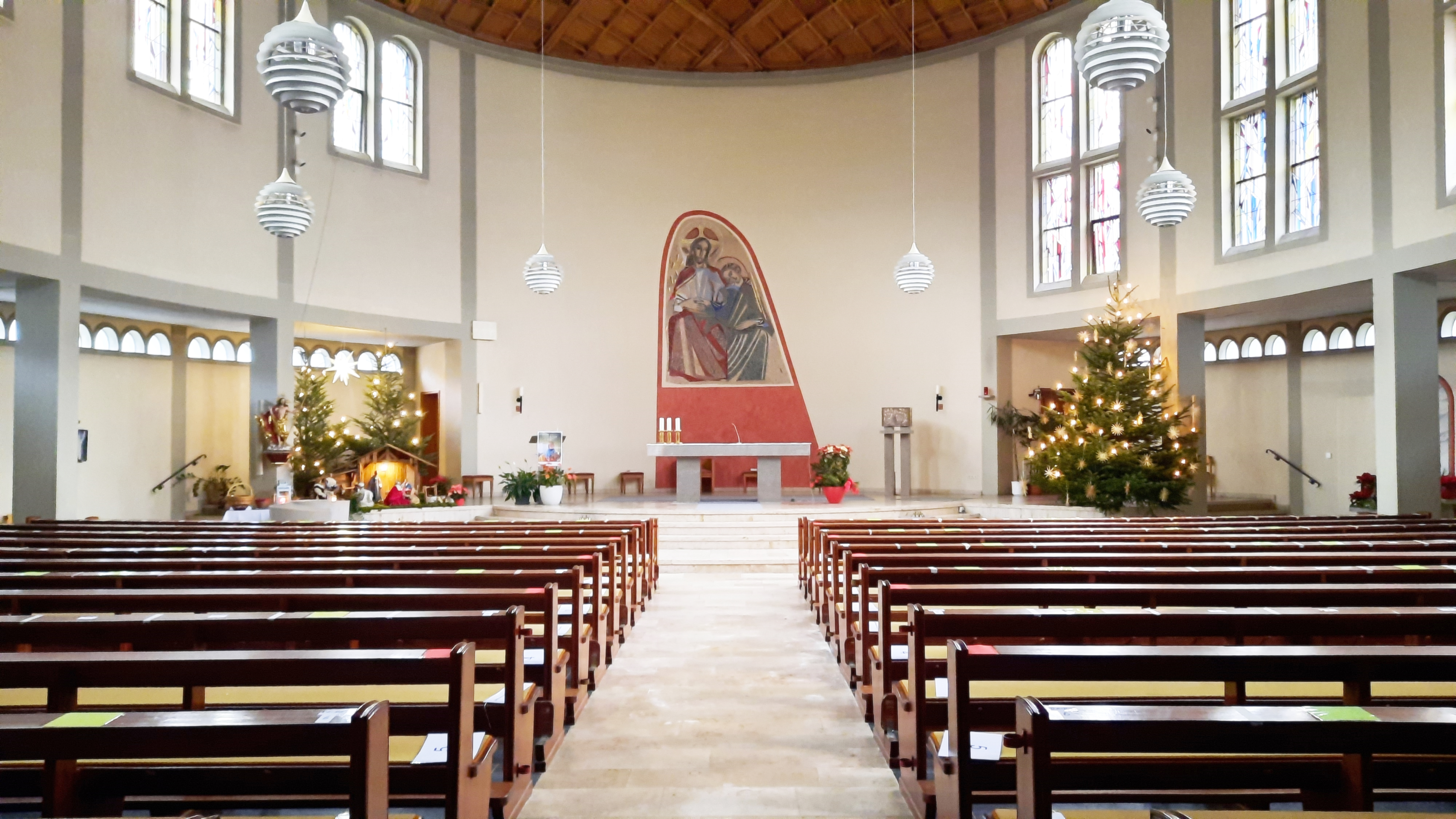
Herz Jesu Kirche in Stegen, Blick in den Kirchenraum vom Hauptportal aus

Der Kirchenraum mit ellipsenförmigem Grundriss wird von einer gewölbten Kassettendecke aus Holz überspannt. Der Altar wurde bereits zur Erbauungszeit so aufgestellt, dass die Feier der Messe in Richtung der Gemeinde möglich war. Auch die Anordnung der Kirchenbänke mit rund 500 Sitzplätzen spiegelt bereits die Gedanken der Liturgiereform des 2. Vatikanums. 
Das Mosaik an der Ostwand (Johannes, der sich dem Herzen Jesu zuneigt) und die farbigen Fenster stammen vom Freiburger Kunstmaler Hans Baumhauer. Den Tabernakel mit seinem figürlichen Schmuck schuf der Freiburger Silber- und Goldschmied Alfred Erhart, den Taufstein aus grauem Marmor (ursprünglich unter der Empore, dort gleichzeitig Weihwasserbecken) entwarf Gregor Schroeder.

### Orgel

#### Geplante Orgel
Erste Entwürfe für eine Orgel sahen ein zweigeteiltes Instrument vor: Ein „Altarwerk“ (I. Manual), vorwiegend zur Begleitung der singenden Gemeinde, sollte links neben dem Altar an der Wand unterhalb des ersten Doppelfensters als „Schwalbennest“ platziert werden. Ein schwellbares „Emporenwerk“ (II. Manual) mit Pedal sollte zusammen mit dem dort aufgestellten Spieltisch zur Begleitung von Chören und Ensembles dienen. Die Werke sollten asymmetrische Freipfeifenprospekte und elektrische Kegelladen erhalten. Die knappe Finanzlage der Gemeinde ließ jedoch erst 1980 den Neubau einer Orgel zu, der dieser Planung aber nicht folgte; bis dahin behalf man sich mit Provisorien.
Geplante Disposition
| I Altarwerk C–f3 |       |
| Prinzipal        | 8′    |
| Gedeckt          | 8′    |
| Oktav            | 4′    |
| Quinte           | 2 ⁄3′ |
| Schwegel         | 2′    |
| Mixtur IV        | 1 ⁄3′ |

| II Emporenwerk C–f3 |        |
| Rohrflöte           | 8′     |
| Weidenpfeife        | 8′     |
| Prinzipal           | 4′     |
| Nachthorn           | 4′     |
| Weitterz            | 1 3⁄5′ |
| Quinte              | 1 ⁄3′  |
| Cymbalum            | 1′     |
| Rankett             | 16′    |
| Krummhorn           | 8′     |
| Tremulant           |        |

| Pedal C–f1  |     |
| Subbaß      | 16′ |
| Zartbaß     | 16′ |
| Oktav       | 8′  |
| Choralflöte | 4′  |
| Posaune     | 16′ |
| Trompete    | 8′  |

- Koppeln: II/I, II/I Super, II/I Sub, II/II Super, II/II Sub, I/P, II/P, II/P Super

#### Heutige Orgel
Das 1980 erbaute Instrument stammt aus der Werkstatt Mönch und Prachtel. Es wurde von Hans Musch als Orgelsachverständigem und dem Freiburger Domkapellmeister Raimund Hug trotz knapper Geldmittel neben den pfarrlichen Aufgaben auch als Übeinstrument für die Schüler des damaligen Stegener Internats konzipiert. Disposition und Intonation folgen dem üblichen Standard-Schema neobarocker Orgeln:
| I Hauptwerk C–g3 |        |
| Prinzipal        | 8′     |
| Rohrflöte        | 8′     |
| Oktave           | 4′     |
| Quinte           | 2 ⁄3′  |
| Waldflöte        | 2′     |
| Terz             | 1 3⁄5′ |
| Mixtur IV        | 1 ⁄3′  |
| Trompete         | 8′     |

| II Positiv C–g3 |       |
| Holzgedackt     | 8′    |
| Weidenpfeife    | 8′    |
| Prinzipal       | 4′    |
| Koppelflöte     | 4′    |
| Oktave          | 2′    |
| Larigot         | 1 ⁄3′ |
| Scharff III     | 2⁄3′  |
| Krummhorn       | 8′    |

| Pedal C–f1    |       |
| Subbaß        | 16′   |
| Oktavbaß      | 8′    |
| Gedecktbaß    | 8′    |
| Choralbaß     | 4′    |
| Hintersatz IV | 2 ⁄3′ |
| Fagottbaß     | 16′   |
| Trompetenbaß  | 8′    |

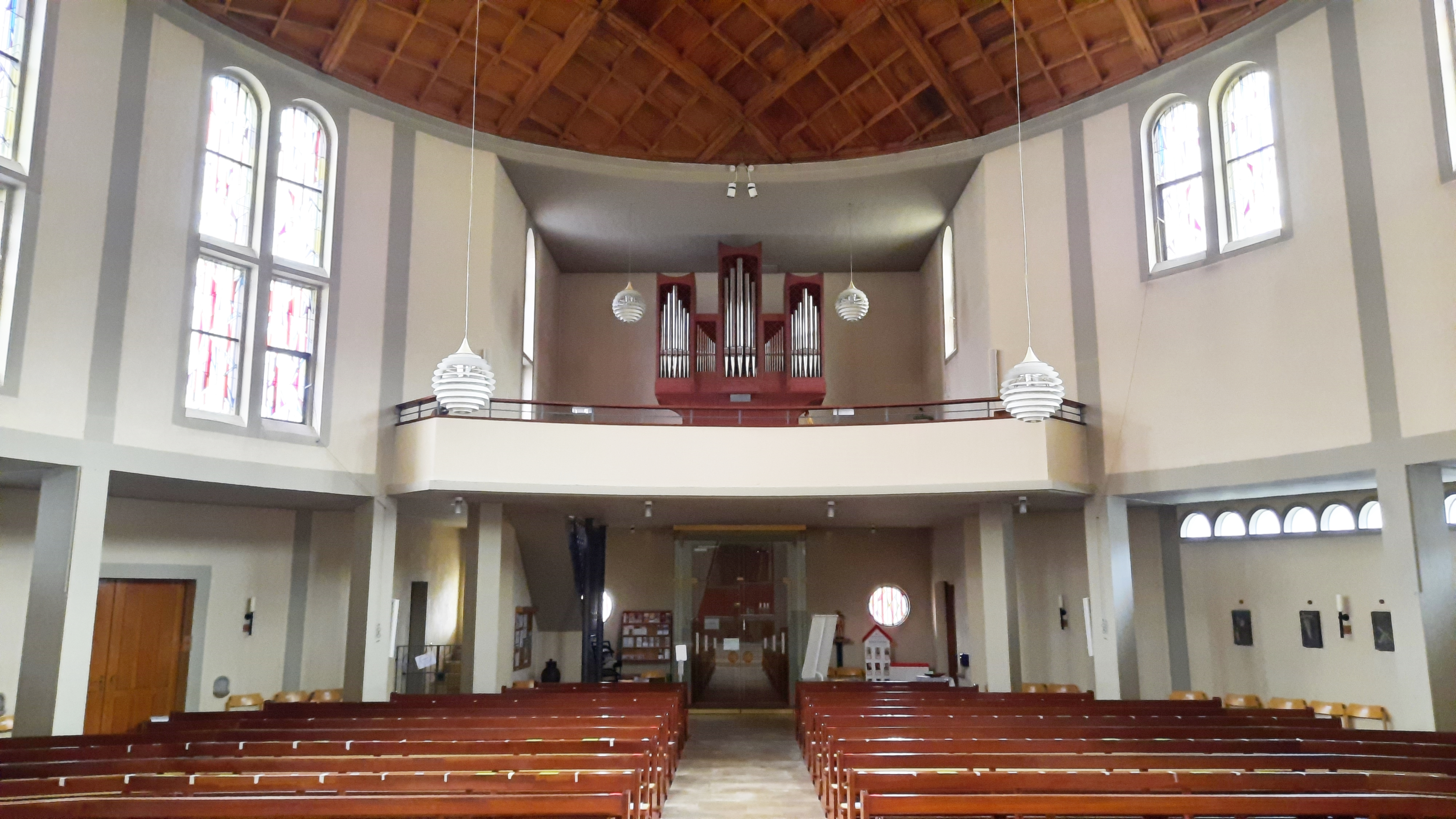
Herz-Jesu-Kirche in Stegen, Blick nach Westen zur Orgelempore

mechanische Spiel- und Registertraktur (Schleiflade), Pedal offen hinter dem Gehäuse 
- Koppeln: I/II, I/P, II/P als Hakentritte
- Nebenregister: Tremulant (auf die ganze Orgel wirkend)
- Spielhilfen: Vierfacher mechanischer Setzer mit Fußtritten für die Kombinationen